# جدار ترامب

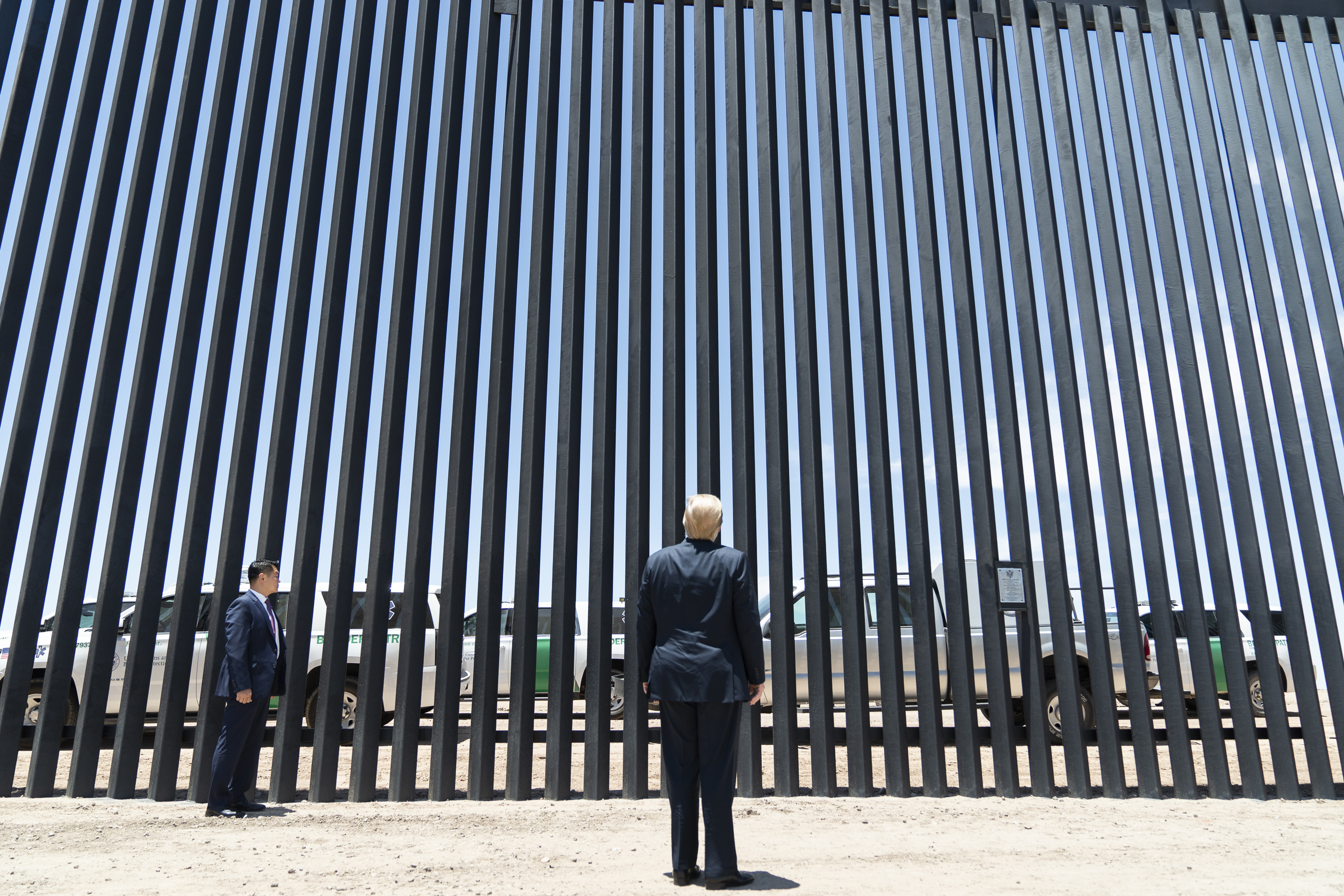
الرئيس ترمب أمام الجدار

كان جدار ترمب، يُشار إليه عادة باسم «الجدار»، امتدادًا للجدار الفاصل بين الولايات المتحدة والمكسيك خلال رئاسة دونالد ترمب للولايات المتحدة. دعا ترمب، طوال حملته الانتخابية الرئاسية لعام 2016، إلى بناء جدار حدودي. قال إنه في حال انتخابه «سيبني الجدار ويجعل المكسيك تدفع ثمنه». قال الرئيس المكسيكي إنريكه بينيا نييتو آنذاك أن المكسيك لن تدفع ثمن الجدار.
وقع ترمب الأمر التنفيذي 13767، في يناير 2017، موجهًا حكومة الولايات المتحدة رسميًا لبدء بناء الجدار على طول الحدود بين الولايات المتحدة والمكسيك باستخدام التمويل الفيدرالي الحالي. بدأ البناء في عام 2019، بعد صراع سياسي من أجل التمويل، شمل انقضاء المخصصات ما أدى إلى تعطيل الحكومة مدة 35 يومًا، وإعلان حالة طوارئ وطنية.
بنت الولايات المتحدة حواجز جديدة على طول 455 ميلًا، 49 منها لم يكن بها أي حواجز في السابق. بتكون معظم الباقي من سياج فولاذي بطول 30 قدمًا، حيث تواجد سابقًا سياج أصغر لمنع دخول السيارات. بالإضافة إلى ذلك، وبتشجيع من ترمب، شيدت منظمة خاصة، تحمل اسم نحن نبني الجدار، ممتلكات خاصة بالقرب من إل باسو بولاية تكساس، على بعد خمسة أميال (8 كيلومترات) من الجدار.
أنهى الرئيس الأمريكي الجديد جو بايدن، منذ البداية، في 20 يناير 2021، حالة الطوارئ الوطنية وأوقف بناء الجدار، ولكن وزير الأمن الداخلي ألمح لاحقًا إلى أن بناء الجدار قد يستمر تحت إدارة بايدن.

## خلفية
يُقصد بالجدار الفاصل بين الولايات المتحدة والمكسيك سلسلة الحواجز الرأسية على طول الحدود بين المكسيك والولايات المتحدة، التي تهدف إلى منع العبور غير القانوني من المكسيك إلى الولايات المتحدة. الجدار ليس على هيئة بنية متلاصقة واحدة، بل هو عبارة عن سلسلة متقطعة من العوائق المادية المصنفة ضمن «الأسوار» أو «الجدران».
تتوفر الحماية بين الحواجز المادية عبر «سياج افتراضي» من أجهزة الاستشعار والكاميرات وغيرها من معدات المراقبة المستخدمة لإرسال عناصر دوريات الحدود التابعة للولايات المتحدة إلى نقاط عبور المهاجرين المشتبه بهم. أفادت هيئة الجمارك وحماية الحدود في الولايات المتحدة، في يناير 2009، بأن لديها حواجز تغطي أكثر من 580 ميلًا (930 كم). يبلغ طول الحدود القارية 1,954 ميلًا (3,145 كم).
أعد مستشاري الحملة، سام نونبرغ وروجر ستون، في عام 2014، فكرة التوسع المقترح كنقطة حوار جديرة بالذكر يمكن لترمب استخدامها لربط خبرته التجارية كمعماري ومطور بمقترحاته المتعلقة بسياسة الهجرة. عُرض الجدار لأول مرة في يناير 2015 في مؤتمر قمة آيوا للحرية الذي استضافه منظمة «مواطنون متحدون» و «ستيف كينغ». عرض ترمب المقترح مرة أخرى في خطاب إعلان ترمب يونيو 2015 لحملته الرئاسية 2015-2016، إلى جانب الادعاء بأن المكسيك ستدفع ثمنه. كرر ترمب هذا الادعاء مرات عديدة.

## البناء
قال ترمب، في فبراير 2017، «يجري الآن تصميم الجدار» لكنه لم يقدم أي تفاصيل. بدأت هيئة الجمارك وحماية الحدود بالولايات المتحدة، في مارس 2017، قبول أفكار النماذج الأولية للجدار الحدودي بين الولايات المتحدة والمكسيك من الشركات، وقالت أنها ستصدر طلب تقديم مقترحات بحلول 24 مارس.
قال ترمب، في يونيو 2017، أنه ينبغي تغطية الجدار الحدودي الذي اقترحه بخلايا شمسية كوسيلة لصنع «أبنية جميلة» وللمساعدة في دفع تكلفة الجدار. انتقد البعض هذا المقترح باعتباره غير منطقي أو غير عملي، فأشار ألبرت بوب من كلية الهندسة المعمارية بجامعة رايس في هيوستن بولاية تكساس إلى أنه لا يمكن توزيع مزارع الطاقة الشمسية على طول الجدار بكفاءة. قدَّر آخرون، بمن فيهم جون غريز، شريك بشركة إيلمنتال إنيرجي، شركة لتركيبات الطاقة الشمسية، ربحًا يفوق 100 مليون دولار سنويًا من هذه الألواح. قال ترمب، في يوليو، أن الجدار ينبغي أن يكون شفافًا للكشف عن المهربين الذين «يلقون أكياس المخدرات الكبيرة».
أفادت وكالة أسوشيتد برس أن أكثر من مائتي منظمة أعربت عن اهتمامها بتصميم وبناء الجدار لهيئة الجمارك وحماية الحدود في الولايات المتحدة. أصدرت عدة شركات، بحلول أبريل 2017، تصاميمها المقترحة للجمهور، مع عدم إعلان هيئة الجمارك وحماية الحدود عن العطاءات، إذ تعتزم إعلان العطاء الفائز فحسب. شملت المقترحات وضع خلايا شمسية على طول جزء من الجدار، ووضع أعمال فنية على طول الجدار («جدار خرساني مصقول ومعزز بحجارة وقطع أثرية» ذات صلة بالمنطقة)، ودمج تكنولوجيا مقاومة المقذوفات وأجهزة استشعار الاختراق فوق وتحت الأرضي، وإنشاء «أمة مشتركة» يحتفظ فيها البلدان بالحدود في وضع مفتوح.
أعلنت الحكومة الأمريكية، في سبتمبر 2017، بدء بناء ثمانية حواجز أولية مصنوعة من الخرسانة وغيرها من المواد. بدأ بناء جزء من الجدار في سان دييغو في 3 يونيو 2018. احتُفل، في 26 أكتوبر، ببناء ميلين من الأعمدة الفولاذية في كاليكسيكو بولاية كاليفورنيا، باعتباره الجزء الأول من جدار ترمب، رغم أن التغطية الإعلامية ناقشت بشدة ما إذا كان ينبغي اعتباره «جدارًا» أم «سياجًا». حدد ترمب موعدًا لزيارة هذا الجزء في أبريل 2019.
حازت شركة تصنيع مقرها مدينة بين سيتي بولاية مينيسوتا، على عطاء للمساعدة في بناء «الجدار الافتراضي» على طول الحدود في عام 2018. تضمنت خطة «الجدار الافتراضي» لاحقًا، عوضًا عن استخدام الجدران المادية، استخدام أبراج «متحركة» يسهل نقلها مع معدات استشعار الحركة والكاميرا المرفقة بها. في حين كانت الأبراج صغيرة ومتنقلة في البداية، فقد تداخل بعضها مع بعض للأعلى، عند رص الهياكل الداخلية للبرج، لإنشاء أجهزة مراقبة مرتفعة. يمكن أن تكون هذه الطريقة، بامتداد المناطق النائية من الحدود، أرخص وأكثر عملية من بناء هياكل دائمة في الموقع.
طالب ترمب بطلاء الجدار باللون الأسود، رغم احتجاجات القادة العسكريين ومسؤولي الحدود، الذين اعتبروه غير ضروري. من المتوقع أن يتكلف طلاء الجدار الجدار ما بين 500 مليون دولار و3 مليارات دولار.